# Johann I. (Saarbrücken)
Johann I. von Saarbrücken (* um 1260; † 23. Januar 1342) war von 1308 bis zu seinem Tod Graf von Saarbrücken.

## Leben

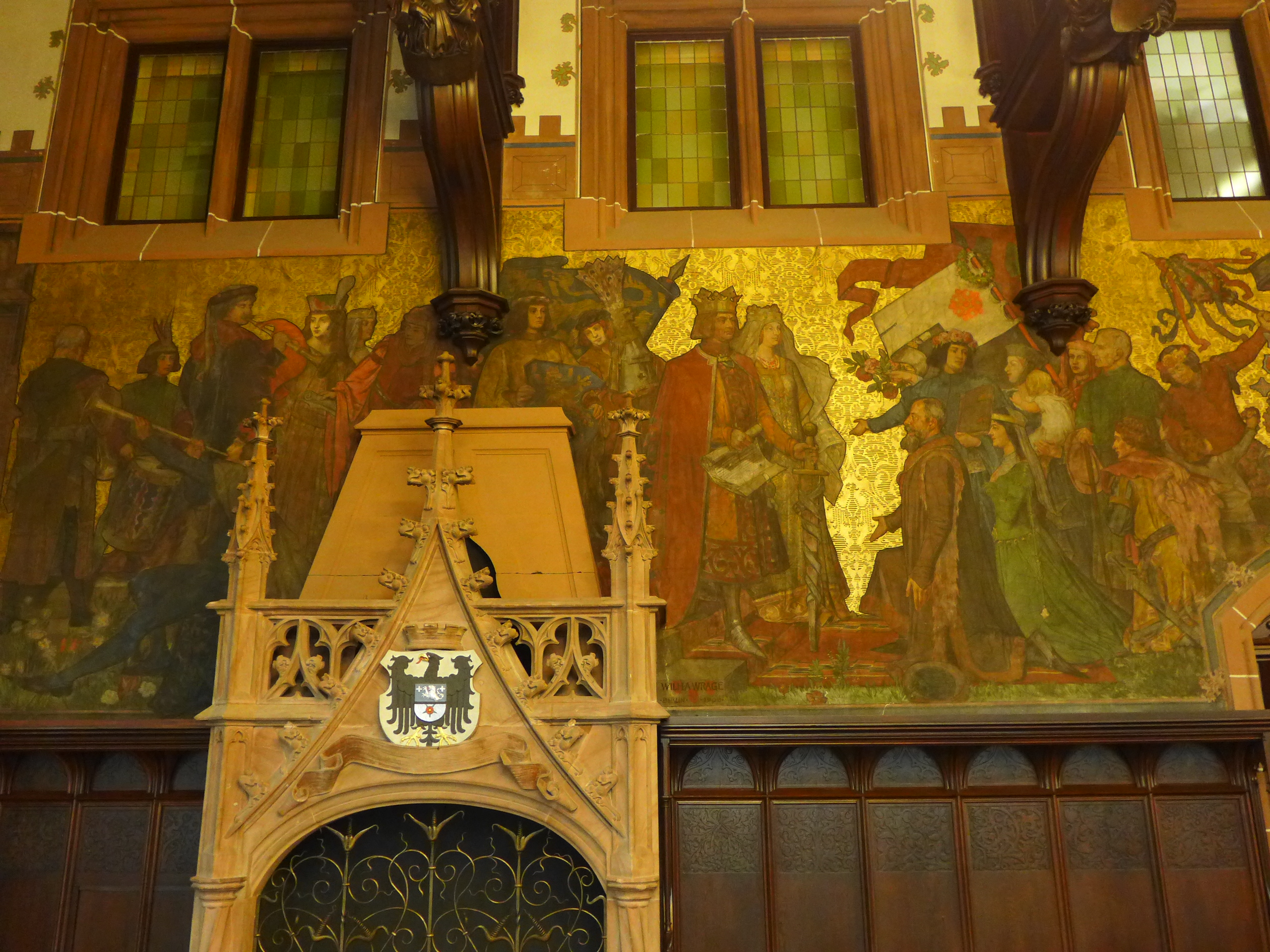
Graf Johann I. übergibt im Jahr 1322 den Freiheitsbrief an St. Johann an der Saar, Historistisches Wandgemälde von Wilhelm Wrage im Festsaal des Rathauses St. Johann

Johann war der Sohn von Simon IV. Graf von Saarbrücken-Commercy und der Margarethe von Broyes. Nach dem Tod seiner Mutter erbte er 1285 einen Teil der Herrschaft Commercy. Seit 1297 stand er im Dienst der Herzöge von Lothringen und nahm auf französischer Seite an den Feldzügen in Flandern teil. Johann wurde 1308, nach dem Tod seines Vaters, Graf von Saarbrücken. 1309 war er Mitglied der Gesandtschaft König Heinrichs VII. an den päpstlichen Hof in Avignon. Im Jahr 1313 gehörte er den Hilfstruppen Kaiser Heinrichs VII. in Italien an und geriet dabei in Gefangenschaft. Er weilte 1325 und 1331 erneut in Avignon als Bevollmächtigter des böhmischen Königs Johann des Blinden. 1318 kämpfte er wieder auf französischer Seite in Flandern auch am Beginn des Hundertjährigen Krieges zwischen England und Frankreich nahm Johann auf der Seite Frankreichs am Feldzug in Flandern teil. 
Als 1325 Johanns ältester Sohn Simon starb, der als Alleinerbe von Saarbrücken und Commercy vorgesehen war, wurde die Erbfolge geändert. Die Nachfolge der Herrschaft Commercy fiel an Johanns gleichnamigen jüngeren Sohn, Erbe der Grafschaft Saarbrücken und eines kleinen Teils von Commercy wurde Simons Sohn Johann. Die Stadt Saarbrücken erhielt 1322,  Commercy 1324 die Stadtrechte.

## Familie
Johann war in erster Ehe vermählt mit Mathilde von Apremont, Tochter von Gottfried III. von Apremont und Isabella von Quiévrain. Das Paar hatte vier Kinder
- Simon († 1325) ⚭ Margarethe von Savoyen, Tochter von Ludwig I. Herr der Waadt. Sohn aus dieser Ehe: Johann II. (Saarbrücken).
- Johann von Commercy († vor 1344)
- Agnes († vor 1337) ⚭ Graf Simon II. von Zweibrücken († 1311/12)
- Mathilde ⚭ Johann III. von Lichtenberg

Eine zweite Ehe mit Margarethe von Grancey blieb kinderlos.